# Джордж Горн (хокеїст)
Джордж Горн (англ. George Horne, 27 червня 1904, Садбері — 31 липня 1929) — канадський хокеїст, що грав на позиції крайнього нападника.

## Ігрова кар'єра
Професійну хокейну кар'єру розпочав 1925 року.
Протягом професійної клубної ігрової кар'єри, що тривала 5 років, захищав кольори команд «Монреаль Марунс» та «Торонто Мейпл-Ліфс».
Помер 31 липня 1929, коли він потонув на каное з друзями.

## Нагороди та досягнення
- Володар Кубка Стенлі — 1926 в складі «Монреаль Марунс».

## Статистика
| Сезон        | Клуб                 | Ліга         | Регулярний сезон | Регулярний сезон | Регулярний сезон | Регулярний сезон | Регулярний сезон | Плей-оф | Плей-оф | Плей-оф | Плей-оф | Плей-оф |
| Сезон        | Клуб                 | Ліга         | І                | Г                | П                | О                | ШХ               | І       | Г       | П       | О       | ШХ      |
| ------------ | -------------------- | ------------ | ---------------- | ---------------- | ---------------- | ---------------- | ---------------- | ------- | ------- | ------- | ------- | ------- |
| 1925—1926    | «Монреаль Марунс»    | НХЛ          | 13               | 0                | 0                | 0                | 2                |         |         |         |         |         |
| 1926—1927    | «Монреаль Марунс»    | НХЛ          | 2                | 0                | 0                | 0                | 0                |         |         |         |         |         |
| 1926—1927    | «Стретфорд»          | КПХЛ         | 13               | 2                | 2                | 4                | 20               |         |         |         |         |         |
| 1926—1927    | «Ніагара-Фоллс»      | КПХЛ         | 9                | 4                | 2                | 6                | 4                |         |         |         |         |         |
| 1927—1928    | «Стретфорд»          | КПХЛ         | 40               | 32               | 3                | 35               | 35               |         |         |         |         |         |
| 1928-1929    | «Торонто Мейпл-Ліфс» | НХЛ          | 39               | 9                | 3                | 12               | 32               | 4       | 0       | 0       | 0       | 2       |
| Усього в НХЛ | Усього в НХЛ         | Усього в НХЛ | 54               | 9                | 3                | 12               | 34               | 4       | 0       | 0       | 0       | 2       |